# Marsz Śledzia

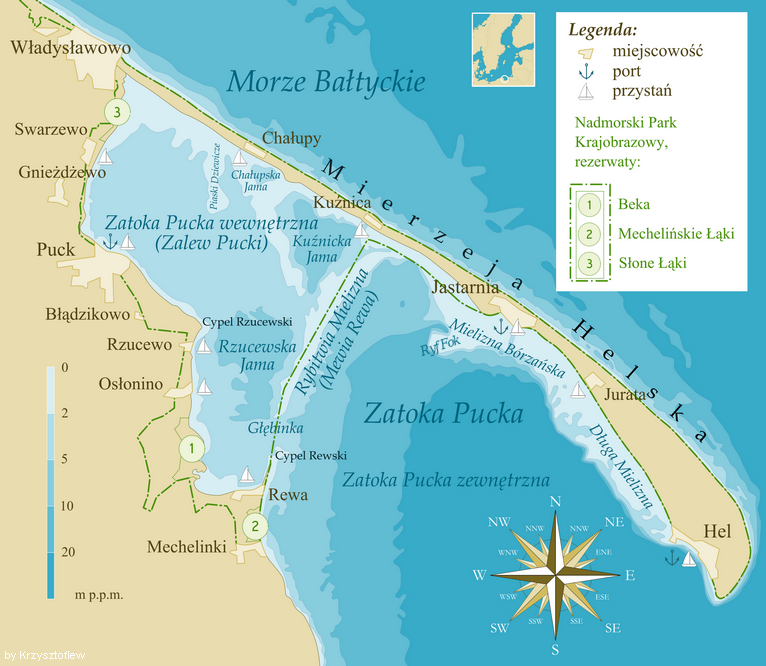
Mapa Zatoki Puckiej z zaznaczoną Rybitwią Mielizną

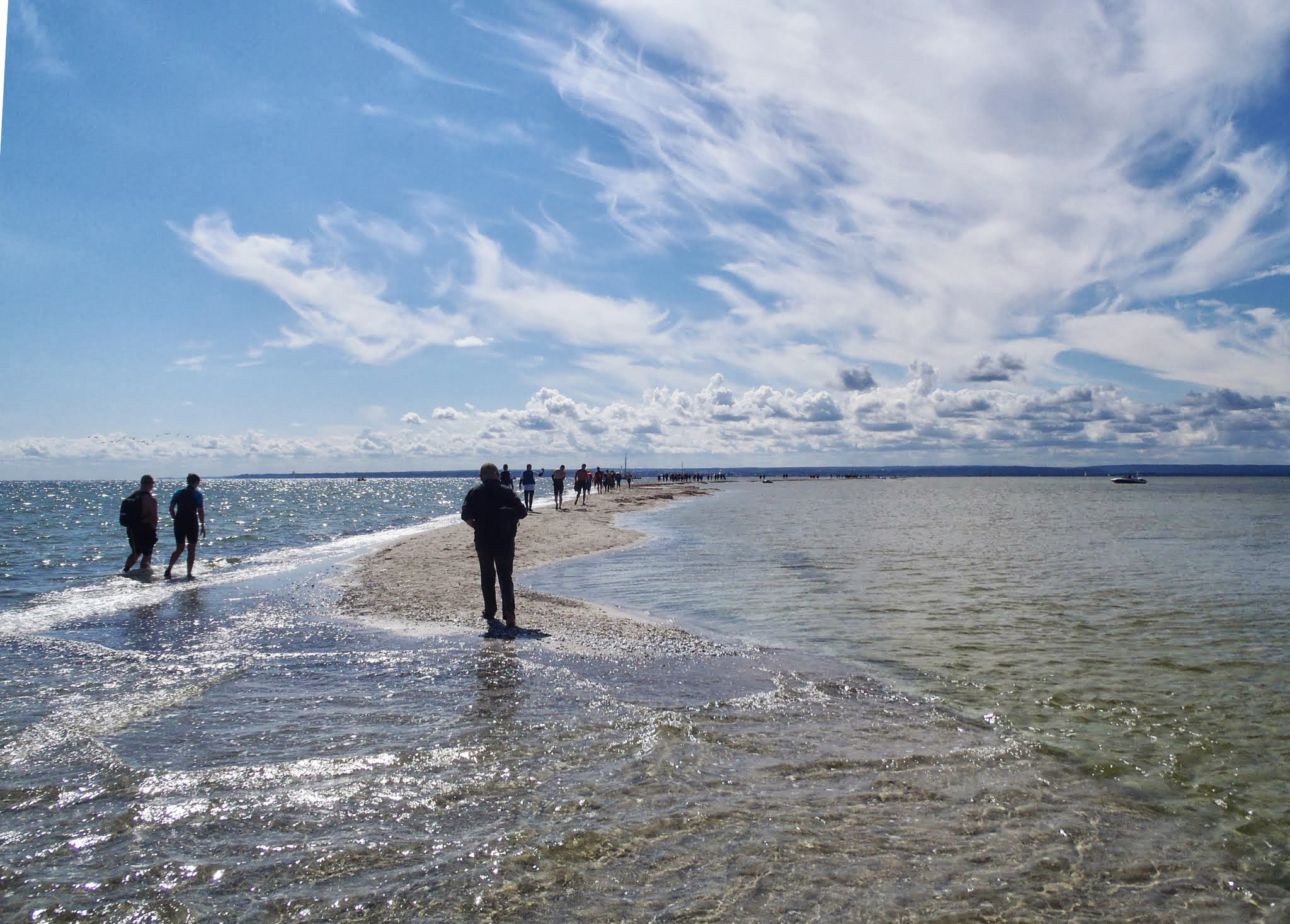
Uczestnicy XIII Marszu Śledzia idący Rybitwią Mielizną

Marsz Śledzia − odbywający się z inicjatywy dra Radosława Tyślewicza od 2002 roku marsz pieszy o długości ok. 12 km, biegnący po Rybitwiej Mieliźnie (zwanej także Ryfem Mew) w Zatoce Puckiej, pomiędzy Kuźnicą i Rewą. 
Według organizatora, marsz jest organizowany w celu przywrócenia obszaru dla bezpiecznej turystyki i rekreacji oraz w celu zapoznania uczestników marszu z zasadami bezpiecznego wypoczynku na wodzie, a także z przyrodą na Ryfie Mew. Marsz odbywa się pod patronatem lokalnych władz samorządowych gmin Jastarnia i Kosakowo oraz Gdyni, a także Prezesa Ligi Morskiej i Rzecznej oraz Dyrektora Urzędu Morskiego w Gdyni. Obecnie formalnym organizatorem marszu jest Stowarzyszenie Studiów i Analiz Bezpieczeństwa.

## Kontrowersje
Marsz jest krytykowany przez organizacje ekologiczne. Według organizacji WWF organizatorzy marszu pomijają fakt, że Ryf Mew jest częścią morskich obszarów programu Natura 2000, a ponadto jest siedliskiem ptaków i ostoją fok. Według tej organizacji marsz wiodący przez te tereny jest zagrożeniem dla przyrody, a uczestnicy marszu rozdeptują naturalne schronienie wielu gatunków zwierząt, takich jak foki, łabędzie, kormorany, mewy, rybitwy, czaple, sieweczki, biegusy i kaczki. Impreza była również krytykowana przez prof. Krzysztofa Skórę, dyrektora Stacji Morskiej Instytutu Oceanografii Uniwersytetu Gdańskiego na Helu, według którego marsz jest happeningiem, który może przyciągnąć innych, nielegalnych naśladowców. Według informacji Grupy Badawczej Ptaków Wodnych KULING okolice Ryfu Mew są żerowiskiem dla od kilku do kilkunastu tysięcy ptaków migrujących. Według danych tej organizacji na graniczącym z Ryfem Mew Szpyrku Rewskim dawniej obserwowano kilka tysięcy ptaków siewkowatych, jednak od czasu rozpoczęcia wykorzystywania tego obszaru na cele turystyczne ptaki te zniknęły.